# Kloster San Salvatore di Monte Acuto
Kloster San Salvatore di Monte Acuto (oder di Montecorona) ist eine Kamaldulenser- und ehemalige Zisterziensermönchsabtei im Gemeindegebiet von  Umbertide bei 240 m s.l.m. in der heutigen Region Umbrien, Italien. Es liegt rund 20 km südlich von Città di Castello und rund 20 km nördlich von Perugia in der Provinz Perugia an dem Monte Acuto genannten Berg. Die Klosterkirche ist heute Basilica minor.

## Geschichte
Das Kloster wurde für Eremiten (Kamaldulenser) um 1008 vom hl. Romuald gegründet. 1050 war Petrus Damiani Leiter des Klosters. Die Kirche (Chiesa superiore) wurde 1105 von Giovanni da Lodi, Bischof von Gubbio, geweiht. Im 13. Jahrhundert erlitt das Kloster einen Niedergang. Papst Gregor IX. unterstellte das Kloster den Zisterziensern, die um 1234 Mönche aus dem Kloster Cîteaux entsandten, dem das Kloster auch unmittelbar unterstellt wurde. 1504 wurde das Kloster von Papst Julius II. an den Kardinal Gabrielli in Kommende gegeben und die Zisterzienser verließen es. Der Kommendatarabt berief daraufhin Kamaldulenser, die 1523 einzogen (nach anderen Angaben erfolgte die Übertragung schon 1434, jedoch sollen Zisterzienser zunächst noch geblieben sein). Heute ist das Kloster der Familie von Betlehem anvertraut und gehört zum Erzbistum Perugia-Città della Pieve.

## Anlage und Bauten
Die dreischiffige romanische Kirche aus dem 12. Jahrhundert mit einem Glockenturm wurde barockisiert und in den 1970er-Jahren restauriert. Das Presbyterium ist erhöht. Die Kirche verfügt über eine weite, fünfschiffige Krypta, Madonna delle Grazie genannt, zu je sechs Jochen. Für Säulen und Kapitelle wurde Material aus Antike und frühchristlicher Zeit wiederverwendet.

## Bilder

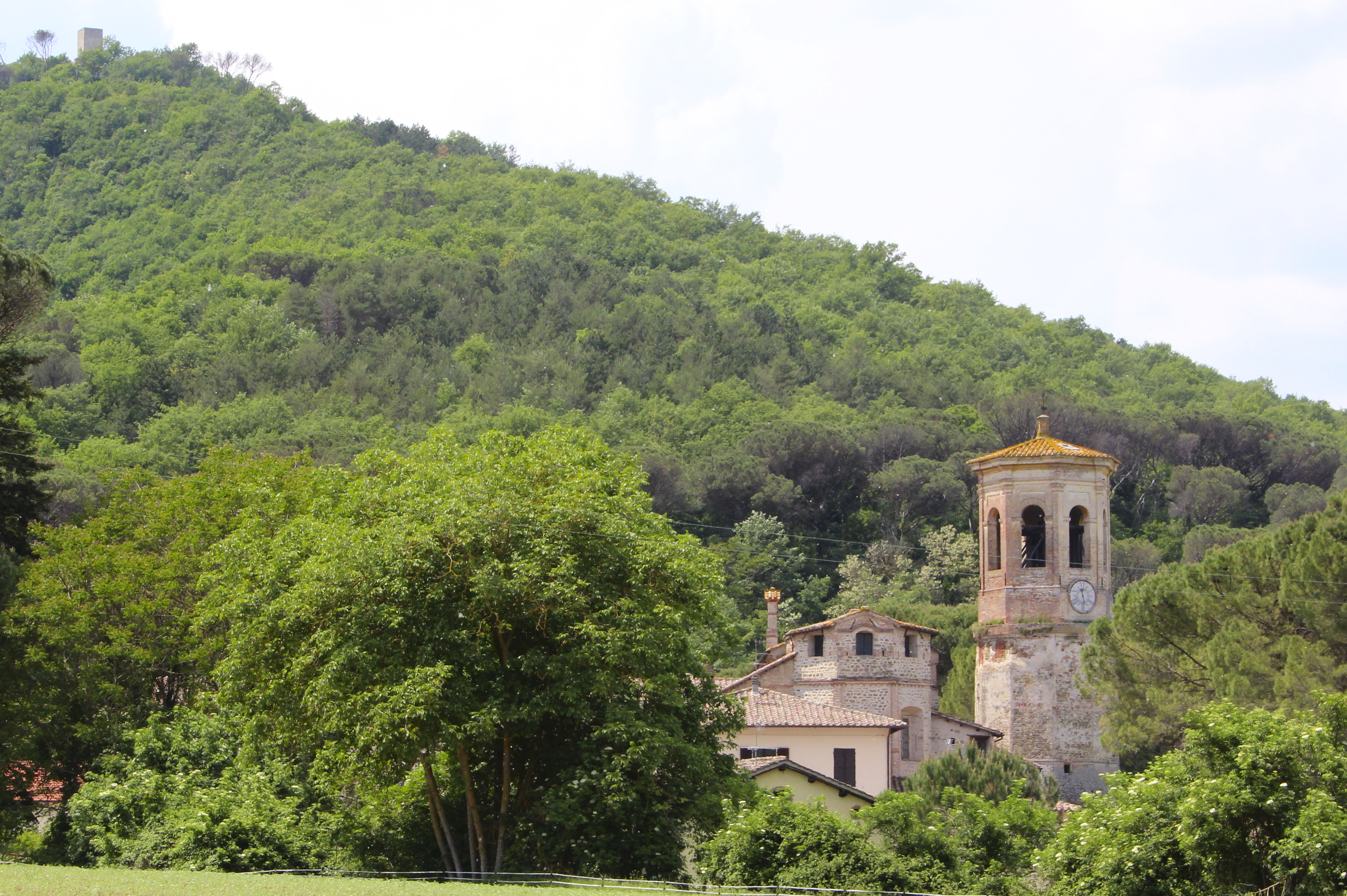
Lage am Monte Acuto
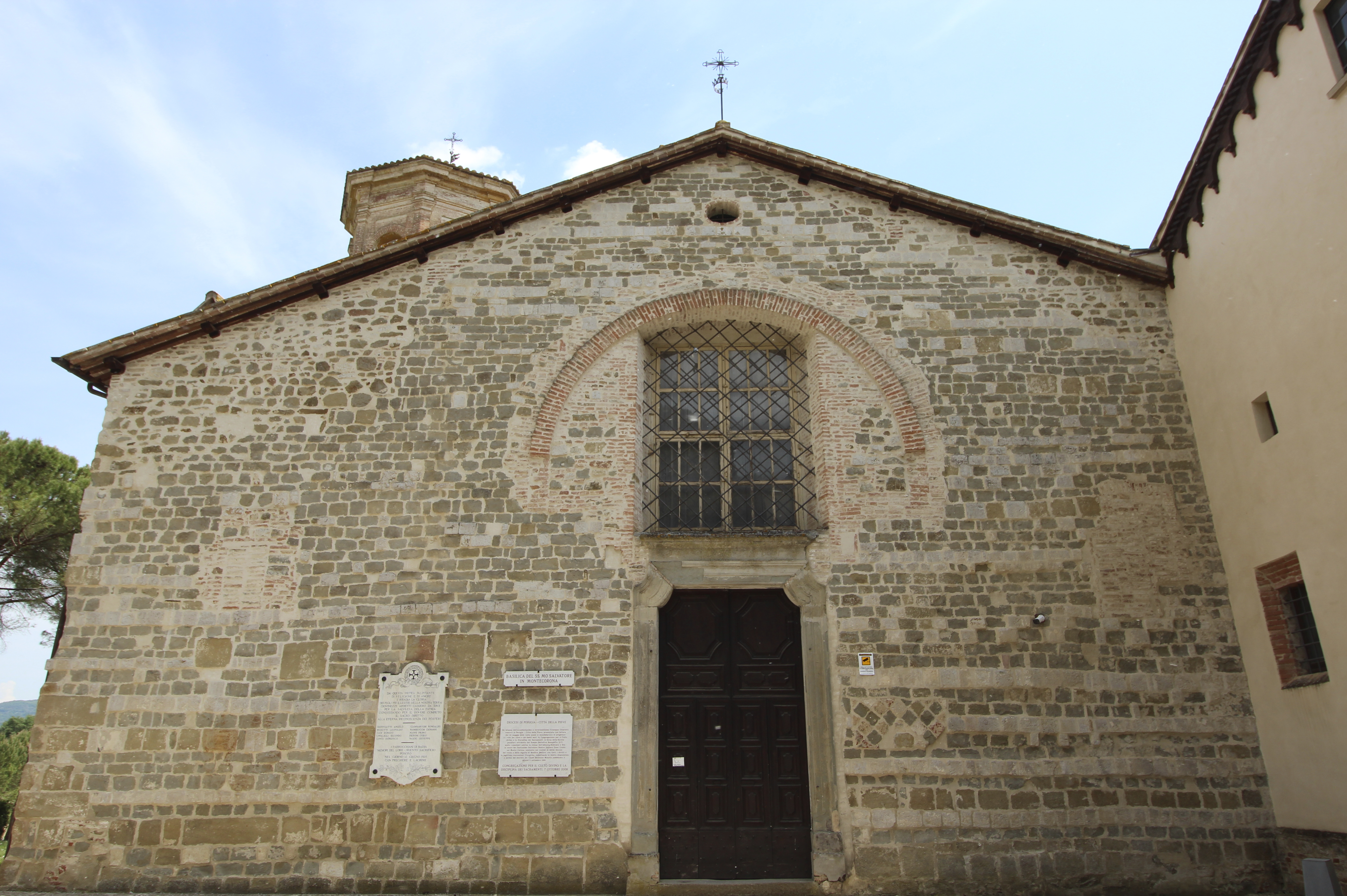
Die Fassade
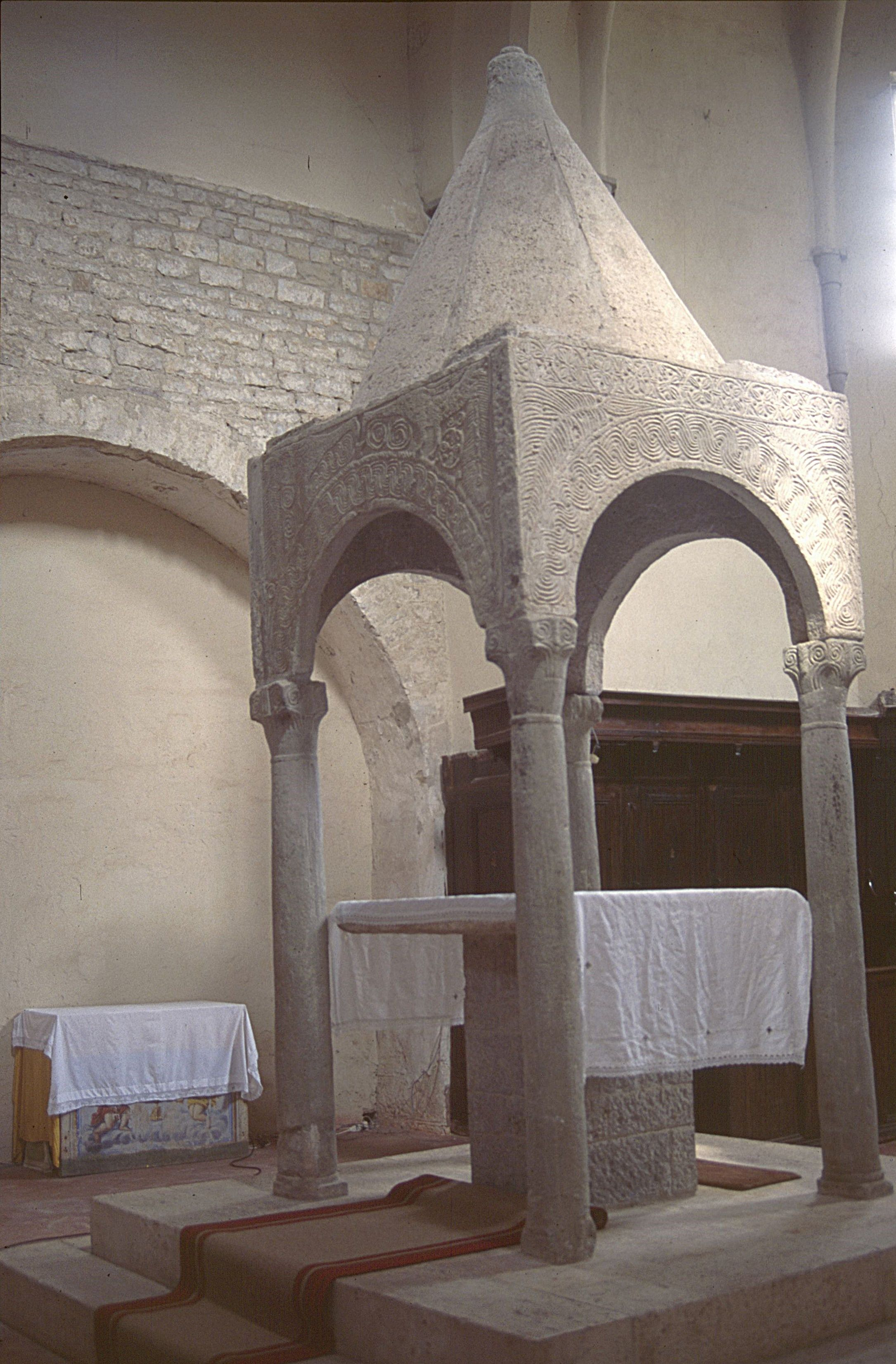
Ziborium
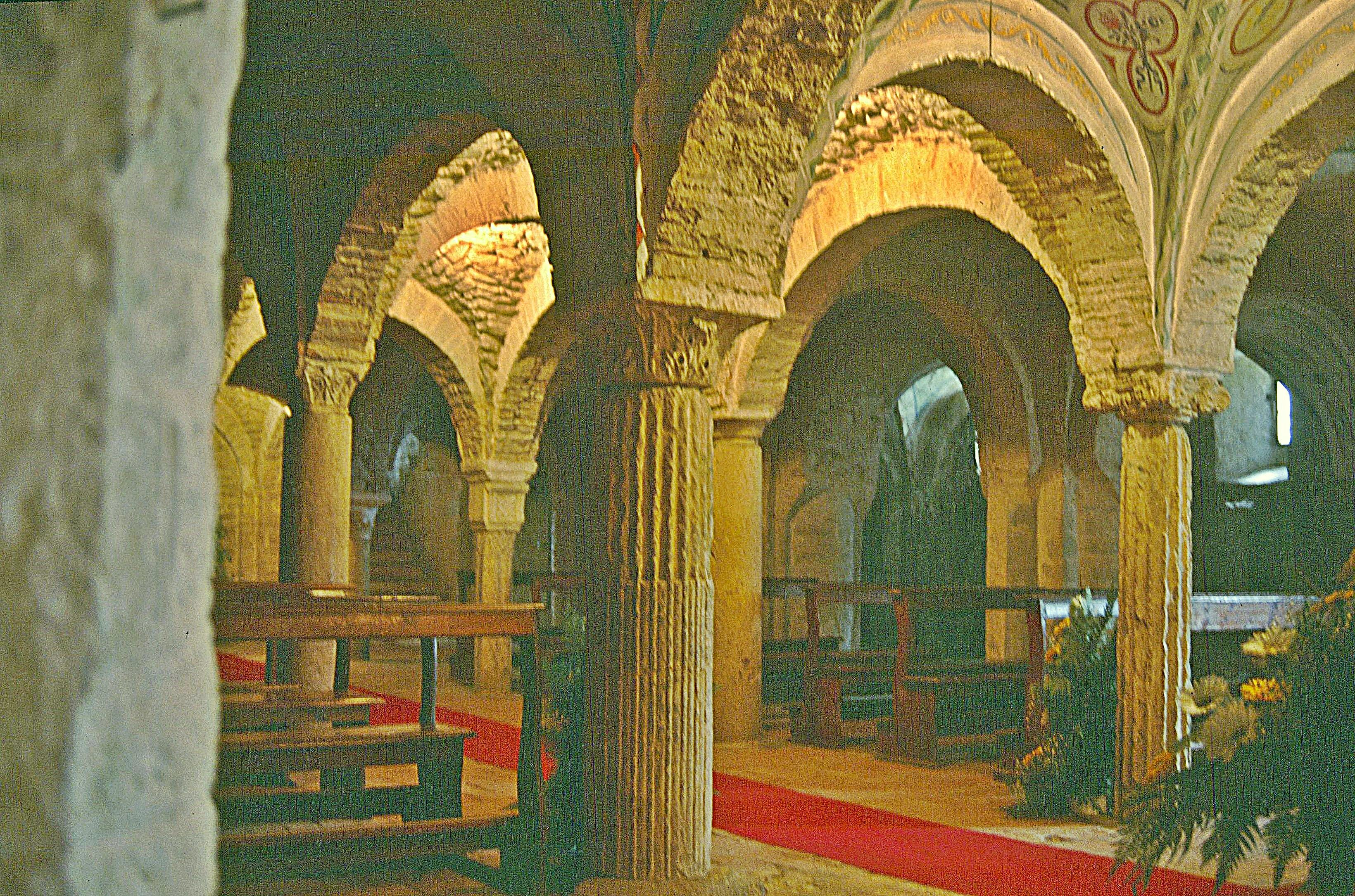
Die Krypta mit Spolien